# Шателен, Сергей Андреевич
Сергей Андреевич Шателен (1873 — 1 августа 1946, Лондон, Великобритания) — русский государственный деятель, действительный статский советник.
Младший брат Михаила Шателена, учёного-электротехника, члена-корреспондента АН СССР, Героя Социалистического Труда.
Окончил Императорское училище правоведения в 1895 году.
В период Первой мировой войны служил директором департамента таможенных сборов Министерства финансов Российской империи, директором Общей и кредитной канцелярии. Президентом французской республики был удостоен командорского креста Ордена Почётного легиона.
В 1917 году товарищ (заместитель) министра финансов России. За отказ признать власть Совета народных комиссаров 11 ноября 1917 был уволен из министерства без права на пенсию.
После Октябрьской революции — в эмиграции. Был банкиром.
Умер 1 Августа 1946 года в Лондоне. Похоронен на кладбище Ганнерсбери.
Жена — Надежда Георгиевна Шателен (1879 — 4.10.1919).